# Heteronympha alope
Heteronympha alope är en fjärilsart som beskrevs av Waterhouse 1937. Heteronympha alope ingår i släktet Heteronympha och familjen praktfjärilar. Inga underarter finns listade i Catalogue of Life.